# 淺井久政
淺井久政（1526年—1573年9月23日）是日本戰國時代武將。北近江的戰國大名淺井家第2代當主。
織田信長滅朝倉家及淺井家後，將朝倉義景的頭骨與淺井久政、淺井長政兩父子的頭骨製成頭蓋杯，鑲上箔濃（金粉），在家臣面前展示。

## 生平
在大永6年（1526年）出生，家中長子（亦有說指是庶長子）。生母是淺井亮政的側室‧尼子氏的女兒馨庵（這是近江國的尼子氏，出雲國的尼子氏是庶家。關於生母的諸種説法，有『六角佐佐木氏系圖略』和「淺井過去帳」中記載是淺井千代鶴。這個女性是六角宗能（親泰）的側室，而久政是她的養子，或說尼子氏是久政的養母）。妻子是近江豪族井口經元的女兒小野殿（阿古御料人）。
天文11年（1542年），因為父親亮政病逝而繼任家督，但是與武勇優秀的父親相比之下就顯得武勇不足。而且有傳言指亮政希望把家督讓給與正室之間所生的海津殿（久政的異母姐）的夫婿田屋明政（田屋氏是淺井家的庶家）。
因此義兄明政不承認久政繼任家督並發起反亂，於是久政繼任家督就為家中埋下了許多禍根。後來以久政為當主的北近江淺井家抵受不住南近江六角家的攻勢，終於向六角家表示臣服。令嫡男接受六角義賢名字中的一字「賢」字為偏諱並改名為「賢政」，而且迎六角家家臣平井定武的女兒為妻等；淺井家對六角家徹底變成了從屬的姿勢。
就這樣，久政懦弱的外交令家中許多家臣都抱持不滿。永祿3年（1560年），久政的嫡男賢政（後來的淺井長政）在野良田合戰中大勝六角義賢並從六角家的支配下獨立出來，家臣們強烈要求久政把家督讓給長政，因此被強制變成蟄居的狀況，一段時間被監禁在竹生島。但是這次以政變形式的家督移讓過程有很多不明的地方，久政在蟄居後仍然保有發言力和影響力，固執於從父親時代以來與越前朝倉家的友好關係，始終反對與擁有尾張美濃兩國的新興勢力織田家構築同盟關係。
在持有這樣的發言力的狀態下，織田家與朝倉家的對立越來越深，與兩家都有同盟關係的淺井家陷入被迫決斷的場面，久政強硬地主張逼迫長政投向朝倉家，長政屈服並向織田信長翻起反旗，但是在數年間的抵抗後，淺井朝倉聯合軍敗給織田家。
天正元年（1573年），織田軍攻陷一乘谷城後，返轉並攻撃小谷城。京極丸被羽柴秀吉隊攻陷，久政死守的小丸和長政的本丸被切斷，秀吉乘勢攻撃小丸，最後久政與井口越前守、脇坂久右衛門等人大呼「現在我要切腹了，要在這段時間擋著敵軍啊」（今よりわしは腹を切るゆえ、その間敵勢を食い止めてくれ）。
久政與一族的淺井福壽庵（惟安）、舞樂師森本鶴松大夫一同喝下一杯酒後切腹。由福壽庵擔任介錯，之後福壽庵由鶴松大夫介錯。鶴松大夫說「與主君處於同樣的座敷有許多恐懼」（主君と同じ座敷では恐れ多い）而步向庭中並在那裡切腹。最後脇坂久右衛門亦立即切腹。

## 近年的重新評價

### 外交重新評價的疑慮
在『淺井三代記』中被描述成愚蠢的久政在近年有全新的評價。
淺井朝倉同盟在久政的父親淺井亮政一代已經存在，亮政在與曾經是主家的北近江守護京極氏的本家‧南近江守護六角家對立時，與越前的朝倉家建立同盟。當時的六角家是由名君六角定賴為首，勢力強大，這個強弱的差距就算是亮政的才能都無法彌補。事實上亮政曾幾度逃亡到美濃國和越前國。
另一方面，當時的朝倉家是全盛時期。朝倉家與鄰接的加賀和領內的一向一揆亦有很大的問題，因此並不希望與南近江的六角家有直接衝突的對立關係。為了建立緩衝地帶，與把北近江收入手中的淺井家結盟相當合理。兩者的利害一致，因此大永五年（1525年）在朝倉宗滴的斡旋下建立了朝倉淺井同盟。但是這個是不是同盟亦有許多異議。
在朝倉孝景和朝倉宗滴死後的朝倉家已經失去了以前的威勢，同盟的意義亦變得非常薄弱。正因如此，久政才會想從朝倉家轉向六角家。在臣服於六角家前，淺井家曾經為了京極家的復權而受到攻撃而陷入窘境（『垣見文書』）。
如果臣服於六角家而得到庇護的話，就能夠牽制其他勢力而令被侵攻的形勢停止。對京極家採取最優先的和睦立場，完全變成擁護京極家的形態（『下坂文書』）。因此久政就能夠專心經營領國，事實上在這段期間，久政在政治的安定化（後述）和掌握先代亮政以武力收到領下的土豪等事情中努力，淺井家因為與國人眾和一揆等合議的政治力量而成功築起戰國大名的統治基礎。而且這時能夠從六角家取得先進的技術。
而且，雖說是在六角家的勢力下，久政還是江北的領主，可以用力量把後盾六角家納入手中（小和田哲夫著，新人物往來社出版）。從這個角度來看，久政應該有其自身的外交構想。以弱勢甚至是從屬的形式把領國守在手裡，以外交手段取得一定的成功。

### 關於內政的重新評價
久政在內政面上亦立下很大功績。首先有治水和灌漑事業。為了調停湖北（琵琶湖）的村落因為河川用水使用區域的對立而發出法令和文書，這對於當地豪族造成一定壓力。（小和田哲夫著）
當時在小谷山腳下的村落用水十分不足。掌握著水源高時川的是持有勢力的豪族井口氏。久政因為村民的請求而向井口氏施加壓力，井口氏要求大量貢物而想令其知難而退。但是中野（現今東淺井郡）的土豪接受，於是井口氏勉強承諾（在天文11年（1541）5月15日久政發出的文書）。期間亦有中野的土豪以女子為人柱而得到水的逸話。還有因為貢物中有一千個餅，因為這些事是有「餅之井」（餅ノ井）的名稱。
確保用水路的久政擴大了灌溉事業，但是村民為了用水而發生爭執。久政為了調停而統一了用水口、指定水量以及村落的優先次序（而且這個規定從江戶時代至現代並被遵守著）。
久政還在小谷城山上建設了六坊（寺的集住），對寺社眾強化所領的安堵和税收政策等（根據該寺的文書記載）。亦增建小谷城和建設土塁（野戰的防禦工事）。
在天文22年（1553年），久政發展了父親亮政的政策，把二十三箇條導入法制中。收納年貢時保護貸方的利益，進一步改革父親的制度。（『菅浦文書』）
能夠進行這些事業是因為有六角家的存在。六角家在內政面上運行在當時非常先進的政策（如樂市樂座等）。吸收了這些東西，連花押亦採用與六角家相似的形狀，在領內進行以脱離京極家等舊守護勢力為目標的政治統治，建立起淺井家在後來成為戰國大名的基礎（宮島敬一著）。
雖然在後世有許多惡評，但是事實上積極地推進了能劇等文化（久政有舞樂師森本鶴太夫等），喜好鷹狩和連歌。
被稱為「尊重裁判和民意」（裁判と民意の尊重）的內政官。

## 登場作品
影視劇
- 阿市之方（1942年、大映、演：荒木忍）
- 德川家康（1964年、NET、演：加藤嘉）
- 戰國艷物語（日语：戦国艶物語#第一部・お市編）（1969年、ABC、演：中村翫右衛門（日语：中村翫右衛門 (3代目)））
- 國盜物語（日语：国盗り物語 (NHK大河ドラマ)）（1973年、NHK大河劇、演：郡司良）
- 黃金的日子（日语：黄金の日日）（1978年、NHK大河劇、演：增田順司（日语：増田順司））
- 戰國的女子們（1982年、CX、演：芦田伸介）
- 阿市御寮人（1989年、NTV、演：仲谷昇）
- 織田信長（日语：織田信長 (1989年のテレビドラマ)）（1989年、TBS、演：丹波哲郎）
- 信長KING OF ZIPANGU（1992年、NHK大河劇、演：寺田農）
- 織田信長（日语：織田信長 (1994年のテレビドラマ)）（1994年、TX、演：瀧田裕介（日语：滝田裕介））
- 豐臣秀吉 獲取天下！（日语：豊臣秀吉 天下を獲る!）（1995年、TX、演：田中弘史）
- 秀吉（1996年、NHK大河劇、演：梅野泰靖）
- 功名十字路（2006年、NHK大河劇、演：山本圭）
- 戰國疾風傳 二人軍師（日语：戦国疾風伝 二人の軍師 秀吉に天下を獲らせた男たち）（2011年、TX、演：清水紘治）
- 江~公主們的戰國~（2011年、NHK大河劇、演：寺田農）
- 女信長（2013年、CX、演：山路和弘）
- 濃姬（日语：濃姫 (テレビドラマ)）（2013年、EX、演：西岡德馬（日语：西岡徳馬））
- 信長協奏曲（2014年、CX、演：村井國夫）